# Trouble (Heaven 17)
Trouble is een nummer van de Britse new waveband Heaven 17 uit 1987. Het is de tweede en laatste single van hun vierde studioalbum Pleasure One.
De 12"-versie van het nummer werd hernoemd naar "(Big) Trouble". "Trouble" werd een klein hitje in het Verenigd Koninkrijk, waar het de 51e positie pakte. In Duitsland had het nummer meer succes, daar werd de 17e positie gehaald. Daarmee was het nummer ook de laatste hit die Heaven 17 in beide landen had. In het Nederlandse taalgebied werd het nummer echter geen hit.